# Corre-caminhos

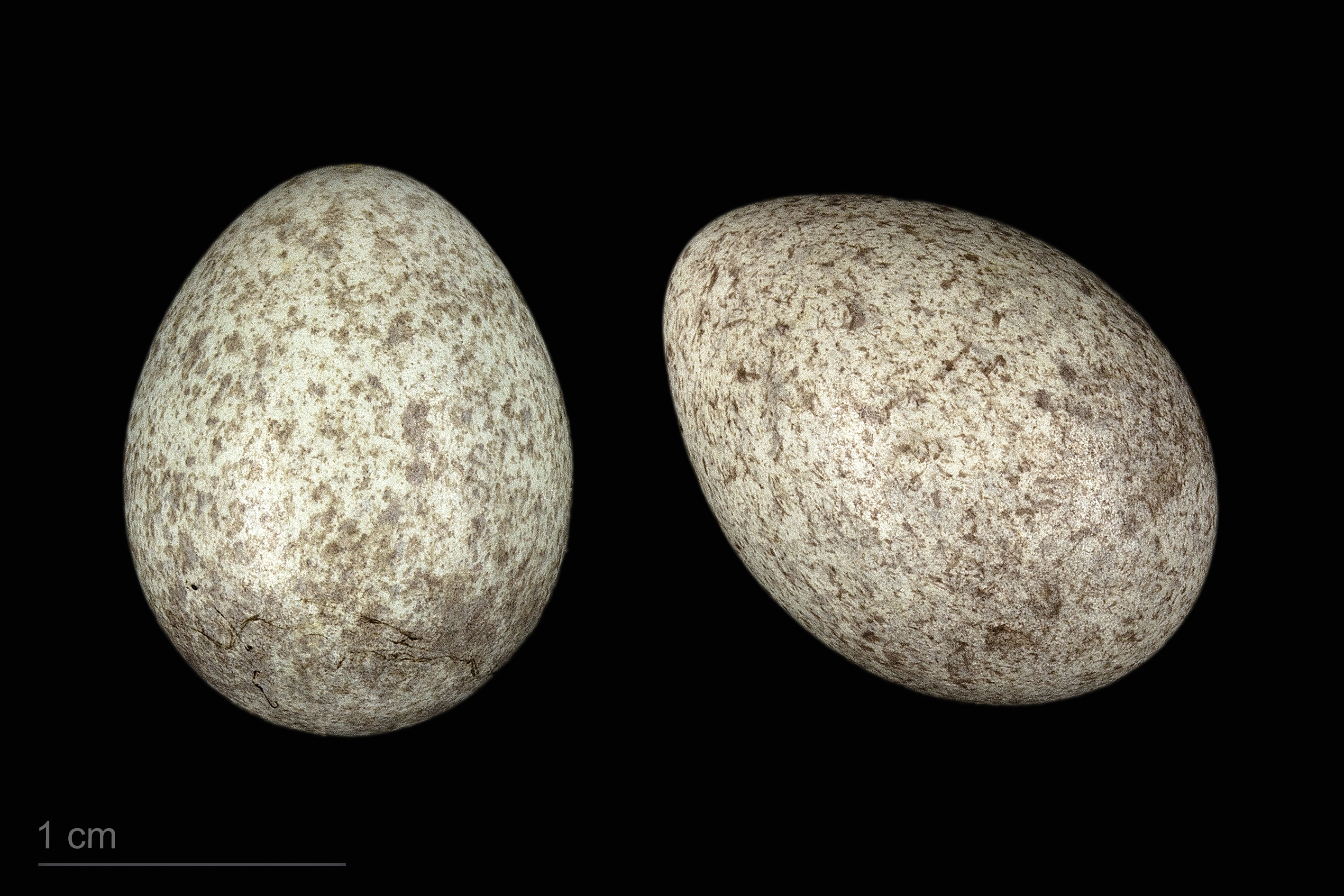
Anthus berthelotii madeirensis - MHNT

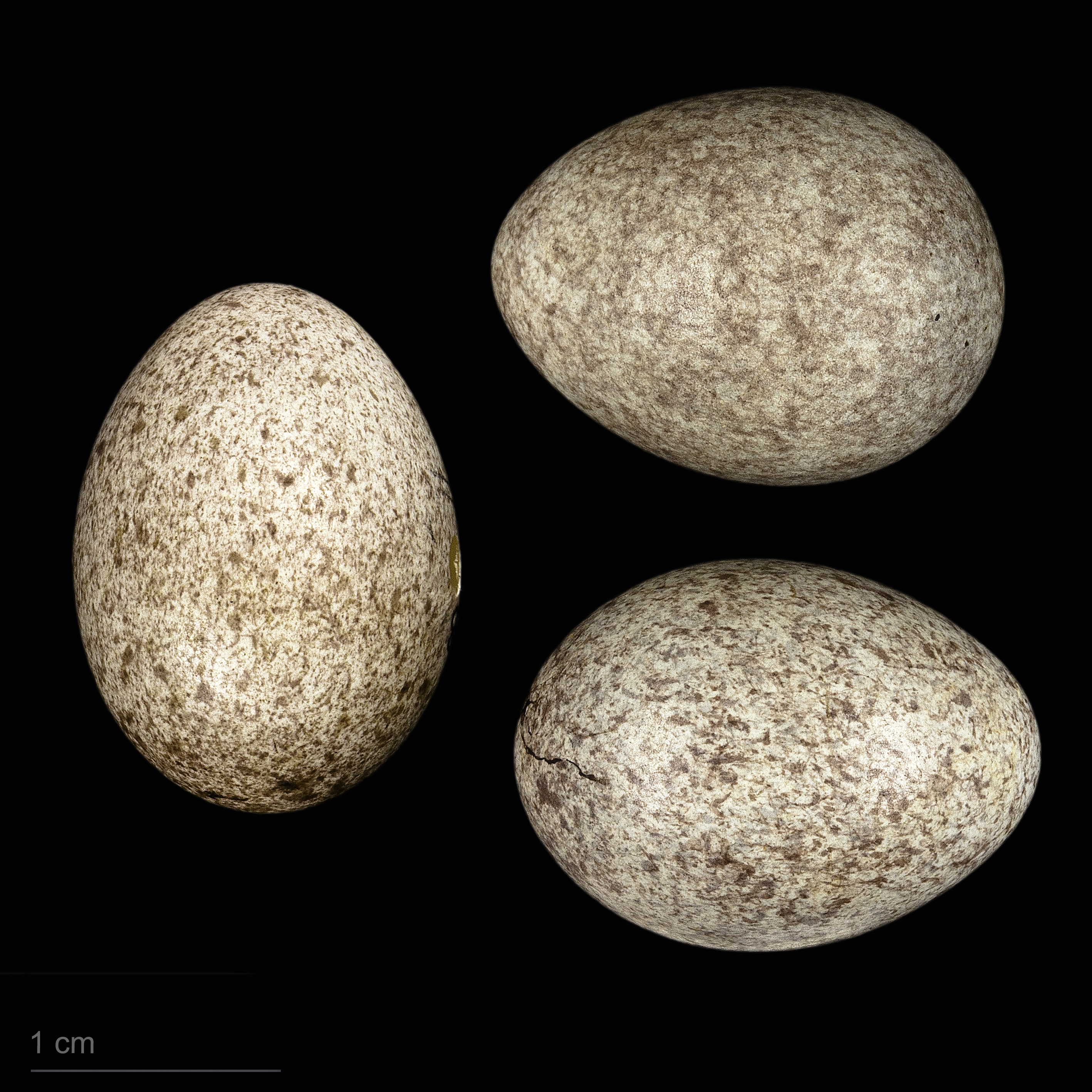
Anthus berthelotii - MHNT

O Corre-caminhos ou corre-caminho (Anthus bertheloti) é uma espécie de ave da família Motacillidae.
Endémica da Macaronésia. Vista maioritariamente no arquipélago da Madeira, em zonas com pouca vegetação ou rasteira.
Descrição: A identificação desta ave pode ser feita quase exclusivamente pela sua silhueta e pela forma como se move no solo que, tal como indica o nome, corre caminhos. A distinção entre esta subespécie e o Anthus bertheloti bertheloti, subespécie que ocorre nas Ilhas Selvagens é quase impossível em campo.
Observações: Esta subespécie é abundante nas ilhas da Madeira, Porto Santo e Desertas.